# Iodură de taliu
Iodura de taliu este o sare a taliului cu acidul iodhidric cu formula TlI. Este greu solubilă în apă și are o culoare galben-albă.

## Proprietăți

### Chimice
- Sub acțiunea luminii, iodura de taliu se descompune:

{\displaystyle \mathrm {2TlI\ {\stackrel {\xrightarrow {h\nu }}{\xleftarrow[{\ \ \ }]{}}}\ 2TlI_{1-x}+xI_{2}} }
- În reacția cu acidul sulfuric, se obține acid iodhidric și sulfat acid de taliu:

{\displaystyle \mathrm {TlI+H_{2}SO_{4}\ {\xrightarrow {}}\ TlHSO_{4}+HI\uparrow } }
- Este redusă de către hidrogen la taliu metalix și la acid iodhidric:

{\displaystyle \mathrm {2TlI+H_{2}\ {\xrightarrow {T}}\ 2Tl+2HI} }

## Obținere
Iodura de taliu se obține prin reacția dintre o iodură (alcalină sau incoloră) și azotatul de taliu:
{\displaystyle \mathrm {KI+TlNO_{3}\longrightarrow TlI+KNO_{3}} }
O altă metodă de obținere este sinteza dintre elemente:
{\displaystyle \mathrm {2Tl+I_{2}\ {\xrightarrow {T}}\ 2TlI} }
Sau prin acțiunea dintre acidul iodhidric și oxidul, carbonatul sau hidroxidul de taliu:
{\displaystyle \mathrm {Tl_{2}O+2HI\ {\xrightarrow {}}\ 2TlI\downarrow +H_{2}O} }
{\displaystyle \mathrm {TlOH+HI\ {\xrightarrow {}}\ TlI\downarrow +H_{2}O} }
{\displaystyle \mathrm {Tl_{2}CO_{2}+2HI\ {\xrightarrow {}}\ 2TlI\downarrow +CO_{2}\uparrow +H_{2}O} }

## Utilizări
- Iodură de taliu este introdusă în lămpile de iluminat cu halogenuri.
- Iodura de taliu ultrapură este folosită ca detector de radiații de unde scurte.